# كأس الرابطة الفرنسية 2013–14
كأس الرابطة الفرنسية 2013–14 (بالفرنسية: Coupe de la Ligue française de football 2013-2014)‏ هو الموسم 20 من  كأس الرابطة الفرنسية. أقيم خلال الفترة 6 أغسطس 2013 وحتى 19 أبريل 2014، وأشرف على تنظيمه اتحاد فرنسا لكرة القدم، وكان عدد الأندية المشاركة فيه  43، وفاز فيه باريس سان جيرمان.